# 尤沙阿·加兹吉列耶夫
尤沙阿·奥尔斯纳基耶维奇·加兹吉列耶夫（羅馬化：Yushaa Orsnakiyevich Gazgireyev；1958年4月16日—）是俄罗斯政治人物，第七届国家杜马议员。
1984年，他毕业于格罗兹尼国立石油技术大学。2016年，他被列入统一俄罗斯党的政党名单里为第七届国家杜马候选人。然而9月18日的选举成绩显示，他未能当选。9月28日，同党的胜选候选人尤努斯-别克·叶夫库罗夫因担任其他职务而退出国家杜马，加兹吉列耶夫则接替其空缺职位成为第七届国家杜马议员。